# Thomas Obi
Thomas Obi (ur. w 1932) – nigeryjski lekkoatleta, olimpijczyk oraz uczestnik Igrzysk Wspólnoty Narodów.

## Występy na igrzyskach Wspólnoty Narodów
Obi wystąpił na Igrzyskach Imperium Brytyjskiego i Wspólnoty Brytyjskiej 1958. Startował w trzech konkurencjach biegowych na dystansach: 100 jardów, 120 jardów przez płotki, oraz w sztafecie 4 × 110 jardów. W tej pierwszej, odpadł po biegach ćwierćfinałowych, w drugiej z nich, zakończył swój udział w biegach półfinałowych, natomiast w trzeciej, wywalczył srebrny medal.

## Występy na igrzyskach olimpijskich
Obi startował jedynie na Igrzyskach Olimpijskich w Melbourne w 1956 roku. Podczas tych igrzysk reprezentował swój kraj w jednej konkurencji – w biegu na 100 metrów. Startując w siódmym wyścigu eliminacyjnym, Obi uzyskał wynik 11,10; w biegu eliminacyjnym zajął 5. miejsce, a w końcowej klasyfikacji eliminacji uplasował się na 36. miejscu (na 65 startujących).